# 伊藤隆道
伊藤 隆道（いとう たかみち、1939年1月2日 - ）は日本の造形家。「動く彫刻」の第一人者。東京芸術大学名誉教授。環境芸術学会会長、道都大学客員教授等も歴任。

## 人物・来歴
北海道札幌市に生まれる。北海道札幌南高等学校を経て、東京芸術大学美術学部工芸科で金属工芸を専攻。ショーウィンドウディスプレイのデザインを皮切りに、彫刻、照明など幅広く立体造形の作品を手がける。鏡面のステンレスパイプを曲げ、モーター駆動により優美な造形を動かす作品を制作する。

## 略歴

『5月のリング』（1978年、資生堂アートハウス蔵）

- 1963：資生堂会館ショーウィンドウディスプレイのデザインを始める
- 1970：日本万国博覧会テーマ館、日本館、リコー館、迎賓館、クポタ館、水中レストラン、企画／モニユメント設置
- 1975：第2回彫刻の森美術大賞展（箱根彫刻の森美術館）廻る曲線のリング・大賞
- 1980：ホワイトイルミネーション・サッポロ （大通公園・札幌）企画．デザイン（〜現在まで毎年開催）
- 1988：プリスベン国際博’88彫刻展（オーストラリア・ブリスベン）出品
- 1993：東京芸術大学美術学部教授就任
- 2003：環境芸術学会会長就任
- 2004：「伊藤隆道　動く彫刻・上海展」（上海城市規劃展示館）
- 2006：東京芸術大学教授退任・名誉教授就任。道都大学美術学部客員教授
- 2008：環境芸術学会会長退任。
- 2014：道都大学客員教授退任。

## 主な作品所蔵先
- 京都国立近代美術館
- 神奈川県立近代美術館
- 北海道立近代美術館
- 富山県立近代美術館
- 箱根彫刻の森美術館
- 札幌芸術の森
- 島根県立美術館